# Jovito Salonga

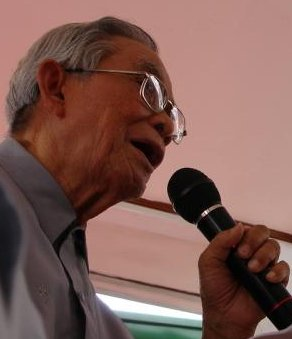
Jovito Salonga (2005)

Jovito Reyes Salonga (* 22. Juni 1920 in Pasig City; † 10. März 2016) war ein philippinischer Jurist und Politiker.

## Leben

### Abgeordneter und Senator
Der Sohn eines presbyterianischen Geistlichen studierte nach dem Schulbesuch Rechtswissenschaft und trat während der japanischen Besatzung der Philippinen der Widerstandsbewegung bei. Nach seiner Gefangennahme und Folter wurde er von einem japanischen Militärgericht zu langjähriger Zwangsarbeit verurteilt, jedoch 1943 freigelassen.
Nach seiner Freilassung schloss er sein Studium als Jahrgangsbester 1944 ab und begann anschließend ein postgraduales Studium der Rechtswissenschaft an der Harvard University, das er mit einem Master of Laws (LL.M.) beendete. Daraufhin folgte seine Promotion an der Yale University, nach deren Beendigung er jedoch auf eine akademische Laufbahn in den Vereinigten Staaten verzichtete, da er sich am Wiederaufbau auf den Philippinen beteiligen wollte.
Nach seiner Rückkehr erwarb er sich rasch den Ruf als einer der besten Rechtsanwälte des Landes. Später war er als Professor für Rechtswissenschaft an den führenden Universitäten in Manila tätig und auch Autor von zahlreichen Steuervorschriften, die im In- und Ausland benutzt wurden.
Salonga, der als „Steuerfachmann der Nation“ (The Nation’s Fiscalizer) angesehen wurde, erwarb sich einen ausgezeichneten Ruf als Mitglied im Repräsentantenhaus, in dem er zwischen 1961 und 1965 den 2. Wahlbezirk der Provinz Rizal vertrat.
Im Anschluss wurde er zum Mitglied des Senats gewählt und gehörte diesem von 1966 bis zur Auflösung des Senats nach Verhängung des Kriegsrechts durch Präsident Ferdinand Marcos 1973 an.

### Gegner des Marcos-Regimes und Senatspräsident
Nach der Verhängung des Kriegsrechts 1972 gehörte er zu dessen größten Gegnern und war auch als Strafverteidiger von politischen Gefangenen des Marcos-Regimes tätig.
Nach dem Bombenanschlag im Oktober 1980 auf eine Konferenz der Gesellschaft der asiatischen Reiseagenturen im Philippine International Convention Center (PICC) wurde Salonga mit einigen anderen festgenommen und ohne Untersuchung und ohne Belastungen festgehalten.
Nach der Entlassung aus dem Militärgewahrsam nahm er eine Gastprofessur an der Yale University auf und schloss dort während der letzten Jahre der Marcos-Diktatur sein Fachbuch über Internationales Recht ab und verfasste zugleich ein Programm für ein neues demokratisches System auf den Philippinen.
Vom 20. April 1982 bis zum 1. Juni 1993 war er Vorsitzender der traditionsreichen Liberal Party.
Am 21. Januar 1985 kehrte Salonga auf die Philippinen zurück und wurde nach dem Ende der Marcos-Diktatur im Zuge der People Power Revolution und dem Beginn der Präsidentschaft von Corazon Aquino im Februar 1986 Vorsitzender der Präsidialkommission für eine gute Regierung (Commission on Good Government), die sich mit der Ermittlung und dem Wiederauffinden von illegal erworbenen Vermögen der Mitglieder des Marcos-Regimes befasste.
1987 wurde er abermals mit dem besten Ergebnis zum Senator gewählt und blieb bis 1992 im Amt. Während dieser Zeit war er zwischen 1987 und 1991 auch Präsident des Senats. Dabei erwarb er sich wiederum den Ruf als herausragender Senator, der zahllose Gesetzesinitiativen einbrachte. Dazu gehörten Themen wie Wissenschaft (State Scholarship Act), Kapitalauskünfte (Disclosure of Interest Act), Lehrerschaft (Magna Carta for Public School Teachers), Verhaltensweise von Staatsangestellten (Code of Conduct and Ethical Standards for Public Officials and Employees) sowie der Bestrafung von Plünderung (Act Defining and Penalizing the Crime of Plunder), die sich offensichtlich gegen das Verhalten des ehemaligen Präsidenten Marcos, dessen Familie und Vertraute richtete, zumal er sich seit seiner Jugend gegen Korruption und Diktaturen einsetzte.